# 조슈아나무
조슈아 나무(학명: Yucca brevifolia, Joshua tree, yucca palm, tree yucca, palm tree yucca)는 유카속에 하는 식물종이다. 나무와 같은 습성이 있다.
외떡잎식물 나무이며 건조한 미국 남서부, 특히 캘리포니아주, 애리조나주, 유타주, 네바다주, 그리고 북서쪽으로는 멕시코(바하칼리포르니아주, 바하칼리포르니아수르주, 시날로아주, 소노라주)에서 자생한다. 400~1800미터 고도에서 모하비 사막에 대부분 국한된다. 조슈아트리 국립공원의 퀸밸리와 로스트호스밸리의 개방된 초지에서 잘 자란다. 이 나무의 많은 수를 볼 수 있는 다른 지역으로는 모하비군 애니조나주 킹먼의 북동부 지역 등이 있다.